# زيزفورة شبه ثلجية
زيزفورة شبه ثلجية (الاسم العلمي:Ziziphora subnivalis) هي نوع غير مؤكد من النباتات يتبع جنس الزيزفورة من الفصيلة الشفوية.